# Olivier Occéan
Olivier Occéan (ur. 23 października 1981 w Brossard) – kanadyjski piłkarz występujący na pozycji napastnika. Zawodnik Mjøndalen IF.

## Kariera klubowa
Occéan karierę rozpoczynał w Longueuil Select Rive-Sud. W 2000 roku został studentem amerykańskiej uczelni Southern Connecticut State University i rozpoczął grę w tamtejszej drużynie SCSU Fighting Owls. W 2002 roku trafił do Vermont Voltage z USL Premier Development League, stanowiącej czwarty poziom rozgrywek. W 2004 roku podpisał kontrakt z norweskim Odds BK. W Tippeligaen zadebiutował 12 kwietnia 2004 roku w wygranym 2:0 pojedynku ze Stabæk IF. 18 kwietnia 2004 roku w wygranym 2:0 spotkaniu z FK Bodø/Glimt strzelił pierwszego gola w Tippeligaen. W Odds BK Occéan spędził dwa sezony.
W 2006 roku odszedł do innego pierwszoligowego zespołu, Lillestrøm SK. Pierwszy ligowy mecz zaliczył tam 9 kwietnia 2006 roku przeciwko Rosenborgowi (3:3). W 2007 roku Occéan zdobył z klubem Puchar Norwegii. W 2010 roku przeszedł do niemieckiego trzecioligowca, Kickers Offenbach. Spędził tam sezon 2010/2011.
W 2011 roku Occéan został graczem drugoligowego SpVgg Greuther Fürth. W 2. Bundeslidze zadebiutował 15 lipca 2011 roku w przegranym 2:3 spotkaniu z Eintrachtem Frankfurt. W sezonie 2011/2012 z 17 bramkami na koncie został królem strzelców 2. Bundesligi. Wraz z zespołem wywalczył także awans do Bundesligi. W połowie 2012 roku odszedł do innego beniaminka tej ligi, Eintarchtu Frankfurt. W sezonie 2013/2014 był wypożyczony do 1. FC Kaiserslautern. W 2015 przeszedł do Odds BK. W 2018 występował IF Urædd.
19 lipca 2018 podpisał kontrakt z norweskim klubem Mjøndalen IF, umowa do 31 grudnia 2019.

## Kariera reprezentacyjna
W reprezentacji Kanady Occéan zadebiutował 30 maja 2004 roku w przegranym 0:1 towarzyskim meczu z Walią. 9 lutego 2005 w wygranym 1:0 towarzyskim spotkaniu z Irlandią Północną strzelił pierwszego gola w drużynie narodowej. Również w 2005 roku został powołany do kadry na Złoty Puchar CONCACAF. Zagrał na nim w meczach ze Stanami Zjednoczonymi (0:2) i Kubą (2:1), a Kanada zakończyła turniej na fazie grupowej.